# Micale
Micale (in greco Mykálē; in latino Mycale; l'odierno Dilek Dağı o Samsun Daği) è una montagna  situata sulla costa occidentale dell'Anatolia centrale, in Turchia, a nord della foce del Meandro e di fronte all'isola di Samo. Forma una cresta terminante nel promontorio omonimo (o capo Trogylion). Il monte è celebre per una battaglia svoltasi nei suoi pressi fra Greci e Persiani (battaglia di Micale).

## Il Panionio
Sul lato nord del monte, vicino all'antica città ionica di Priene, si ergeva, dall'800 a.C. circa, il Panionio, un santuario dedicato a Posidone Eliconio. Questo era l'edificio che fungeva da punto di incontro per la federazione delle dodici città ioniche ed il luogo dove si svolgevano i giochi e le antiche feste dette Panionie.

## Battaglia di Micale
Il monte è rimasto famoso in quanto fu sede della battaglia di Micale, nel 479 a.C., una delle due principali battaglie che posero fine all'invasione persiana della Grecia, durante le guerre persiane.
Erodoto racconta che i Greci, guidati dallo spartano Leotichida, sconfissero l'esercito persiano e distrussero le loro navi. Nello stesso giorno sarebbe avvenuta anche la battaglia di Platea sul continente greco.